# Elsie de Brauw
Elsie de Brauw, née Elisabeth Wilhelmina Malvina de Brauw le 30 juillet 1960 à La Haye, est une actrice néerlandaise.

## Filmographie

### Cinéma et téléfilms
- 1992 : Recht voor z'n Raab : L'officier
- 1994 : Een galerij : Lia
- 1995 : Antonia et ses filles  : Lara
- 1996 : Lieve Aisja : Didi
- 1997 : Zonder Zelda : Zelda
- 1998 : fl 19,99 (nl) : Anne Vonk
- 1998-2002 : Baantjer : Deux rôles (Els et Dominique van Maerseelte-Bergeneyck)
- 2001 : IJS : La mère
- 2001 : Uitgesloten (nl) : La mère de Jonathan
- 2002 : Ik ben Willem (nl) : Mama
- 2003 : Cloaca (nl) : Conny
- 2004 : Bluebird : Madame De Leeuw
- 2004 : De kroon : La fille numéro 1
- 2007 : Tussenstand (nl) : Roos
- 2008 : Passages : Emma
- 2008 : Nowhere Man[Quoi ?] : La femme portuaire
- 2009 : Lynn : La mère
- 2010 : Misschien Later : Lydia
- 2010-2011 : In therapie (nl) : Mira
- 2011 : Geloven - Believing : La mère
- 2012 : Lijn 32 (nl) : Alina Rood
- 2013 : Speelman (nl) : Diana
- 2015 : Prins : Saskia
- 2015 : Waar zij waren : La mère de Melle
- 2016 : Tonio (nl) : La traumatologue
- 2017 : Sonate pour Roos : Louise
- 2018 : Het leven is vurrukkulluk (nl) : Mère de Boelie
- 2019 : God Only Knows[Quoi ?] : Doris
- 2019 : Morten (nl) : Tilda Adema